# Omnem sollicitudinem
Omnem sollicitudinem è un'enciclica di papa Pio IX, pubblicata il 13 maggio 1874 e scritta all'Episcopato ruteno.
Il Pontefice descrive la situazione della Chiesa greco-cattolica rutena, in particolare dell'eparchia di Chełm, ove molti cattolici erano forzatamente costretti a passare all'ortodossia, cioè alla Chiesa ufficiale russa.